# 야신 메리아
야신 메리아(아랍어: ياسين مرياح, Yassine Meriah, 1993년 7월 2일 ~ )는 튀니지의 축구 선수로 현재 튀니지 리그 프로페시오넬 1의 에스페랑스 스포르티브 드 튀니스에서 수비수로 활약하고 있다.